# Mochowoje (Kaliningrad)
Mochowoje (russisch Моховое, deutsch Wiskiauten) ist ein Ort in der russischen Oblast Kaliningrad (Gebiet Königsberg (Preußen)). Er gehört zur kommunalen Selbstverwaltungseinheit Stadtkreis Selenogradsk im Rajon Selenogradsk.

## Geographische Lage
Mochowoje liegt 23 Kilometer nördlich der Oblasthauptstadt Kaliningrad (Königsberg) und vier Kilometer südlich der Kreisstadt Selenogradsk (Cranz) an einer Nebenstraße, die von Muromskoje (Laptau) über Cholmy (Mülsen) nach Wischnjowoje (Wosegau) führt. An der südwestlichen Ortsgrenze verläuft der Primorskoje Kolzo (Küstenautobahnring). Sosnowka (Bledau) ist die nächste Bahnstation und liegt an der Bahnstrecke Kaliningrad–Selenogradsk–Pionerski (Kaliningrad–Cranz–Neukuhren).

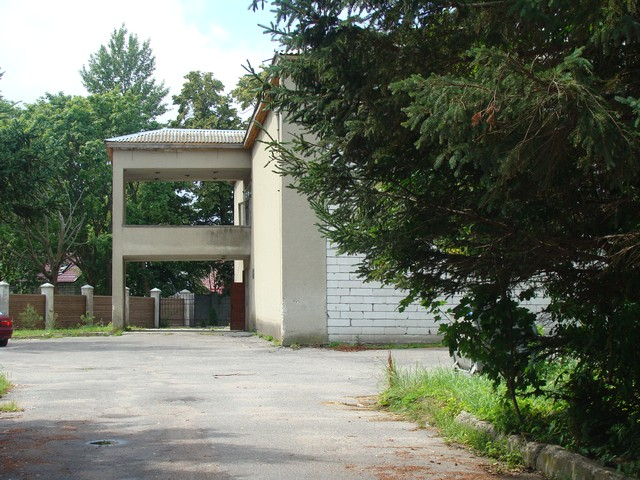
Kulturzentrum in Mochowoje

## Geschichte
Das bis 1946 Wiskiauten genannte Dorf fand im Jahre 1291 seine erste Erwähnung. 1327 wurden einem Johann aus Wiskiauten eine Hufe in dem mit Brombeerstrauch bestandenen Gelände „Sorcz“ verliehen. 1583 wurde Gerge Thalau hier mit sieben Hufen belehnt, seine Erben erscheinen bis 1679 als Eigentümer, danach war Nicolaus von Korff einer der Besitzer. Erhard Hirsch besaß um 1700 das Gut Wiskiauten mit Vorwerk Wickiau (heute russisch: Klinzowka), danach waren Eigentümer eine Familie Oletzko, Thiesel von Taltitz, von Czudnochowski und von Hobegk. Unter der Familie von Rapp wurde das Gut mit Bledau (heute russisch: Sosnowka) vereinigt. 1822 schließlich ersteigerte Wilhelm Ephraim Tortilowicz-Thierenberg Bledau, Wiskiauten und Wickiau, und seine Familie besaß das Gut mit einem Umfang von zuletzt 432 Hektar bis 1945.
Am 17. Juli 1896 hatte der Kreisausschuss entschieden, dass die Besitzungen Nuskern (heute russisch: Besymjanka), Wickiau (Klinzowka), Wiskiauten und Wosegau (Wischnjowoje) zusammen den Gutsbezirk Wosegau bildeten. Sie gehörten damit auch zum Amtsbezirk Wosegau im Kreis Fischhausen im Regierungsbezirk Königsberg der preußischen Provinz Ostpreußen. Am 1. Januar 1929 endlich wurden die Wosegauer Ortsteile Wickiau und Wiskiauten in die Gemeinde Cranz (Selenogradsk) umgegliedert, die ab 1939 zum Landkreis Samland gehörte.
Infolge des Zweiten Weltkrieges kam Wiskiauten mit dem nördlichen Ostpreußen zur Sowjetunion. Im Jahr 1947 erhielt der Ort den Namen Mochowoje und wurde gleichzeitig dem Dorfsowjet Cholmski selski Sowet im Rajon Primorsk zugeordnet. Später gelangte der Ort in den Wischnjowski selski Sowet. Von 2005 bis 2015 gehörte Mochowoje zur Landgemeinde Kowrowskoje selskoje posselenije und seither zum Stadtkreis Selenogradsk.

## Gräberfeld Wiskiauten
Im Norden und Nordosten von Mochowoje, im Waldgebiet von Kaup, fand man in der Mitte des 19. Jahrhunderts über 500 Grabanlagen aus der Wikingerzeit. Sie befinden sich im Gräberfeld Wiskiauten und werden noch heute erforscht.

## Kirche
Die Einwohner Wiskiautens waren bis 1945 mehrheitlich evangelischer Konfession und gehörten zum Kirchspiel Laptau (heute russisch: Muromskoje) im Kirchenkreis Königsberg-Land II innerhalb der Kirchenprovinz Ostpreußen der Kirche der Altpreußischen Union. Heute liegt Mochowoje im Einzugsbereich der neu gebildeten evangelisch-lutherischen Gemeinde in Selenogradsk (Cranz), einer Filialgemeinde der Auferstehungskirche in Kaliningrad (Königsberg) innerhalb der Propstei Kaliningrad der Evangelisch-lutherischen Kirche Europäisches Russland.